# Hvid
Witten leder hit. Se även vitten
Hvid eller vitten var ett danskt-norskt silvermynt efter tysk förebild, som var i användning under perioden 1483–1578. Förebilden, vitten, började präglas i Flensburg i mitten av 1300-talet.
En hvid var lika med fyra penningar och tre hvid motsvarade en skilling.
Så småningom präglades myntet (bland annat i Malmö) i så stora mängder att det fick allt mindre värde och i slutet av 1500-talet kunde det gå upp till sex hvid på en skilling. På 1600-talet slogs ett motsvarande mynt i koppar som upphörde att myntas i slutet av detta århundrade.
I Norge präglades de första hvid-mynten i Bergen under kung Hans (1483– 1513). Sedan präglades hvid-mynt i både Bergen och Nidaros (nuvarande Trondheim) under ärkebiskop Gaute Ivarsson, kung Fredrik I och ärkebiskop Erik Valkendorf.
Hvid präglade i Nidaros kallades St. Olavsvid och hvid präglade av kungamakten kallades kronhvid.